# Мюэззиноглу, Мехмет
Мехмет Мюэззиноглу (род. 9 января 1955) — турецкий врач и политик.

## Биография
Родился 9 января 1955 года в деревне Козлукебир около Комотини. Родители Мехмета Мюэззиноглу, Фатьма и Али, были этническими турками, живущими в Греции. Школьное образование Мюэззиноглу получал в Стамбуле. Он учился лицее имам-хатыбов, одним из его одноклассников был Реджеп Эрдоган. В 1982 году Мюэззинолу окончил медицинский факультет Стамбульского университета.
В 1983 году Мюэззиноглу незаконно мигрировал на территорию Турции, переплыв реку Марица. В 1986 году он получил турецкое гражданство.
До того, как Мюэззинолу начал заниматься политикой, он работал в частной больнице в Авджыларе. Является членом множества различных ассоциаций объединений, объединяющих турок Западной Фракии.
В 2002—2007 годах возглавлял стамбульское отделение партии справедливости и развития.
24 января 2013 года был назначен министром здравоохранения.

## Личная жизнь
Женат, двое детей.